# اعدام (فیلم ۱۹۶۸)
اعدام (انگلیسی: Execution) فیلمی در ژانر وسترن است که در سال ۱۹۶۸ منتشر شد. از بازیگران آن می‌توان به جان ریچاردسن اشاره کرد.